# Головкин, Василий Яковлевич
Васи́лий Я́ковлевич Голо́вкин (10 января 1909, Ефремово, Новгородская губерния — 1 февраля 1986, Москва) — советский военный деятель, политработник, член Военного совета — начальник Политуправления Киевского военного округа (1962—1969), генерал-полковник.

## Биография
Член ВКП(б) с 1931 года.
В 1932—1934 годы служил в Красной Армии.
Находился на руководящей комсомольской работе.
В 1938—1940 г. — 1-й секретарь ЦК ЛКСМ Белоруссии. Затем — на партийной работе.
С 1941 года — в Красной Армии (по мобилизации ЦК ВКП(б)), полковой комиссар. Участник Великой Отечественной войны с 1941 года. В июне 1942 — январе 1943 г. — исполняющий обязанности начальника, начальник Политического отдела 50-й армии Западного фронта; с 1942 — полковник. С января 1943 по 1945 год — начальник Политического отдела 49-й армии 2-го Белорусского фронта. 11.7.1945 присвоено звание «генерал-майор».
После войны находился на руководящей военно-политической работе. Служил заместителем командира по политической части Вычислительного центра-1 Министерства обороны СССР. 7 мая 1960 присвоено звание «генерал-лейтенант». В январе 1962 — сентябре 1969 г. — член Военного совета и начальник Политического управления Киевского военного округа. 19 февраля 1968 года присвоено звание «генерал-полковник». С сентября 1969 года — начальник Политического отдела Генерального штаба Вооружённых Сил СССР.
Член ЦК КП(б)Б; кандидат в члены Бюро ЦК КП(б)Б (май-декабрь 1940). Депутат (от Донецкой области) Верховного Совета Украинской ССР 6-го (1963—1967) и 7-го (1967—1971) созывов. Избирался членом ЦК КП Украины (1966—1971).
Похоронен в Москве на Кунцевском кладбище.

### Семья
Жена — Любовь Григорьевна Головкина (1914—2002).

## Награды
- три ордена Красного Знамени (19.2.1943[2], 10.4.1945[8], 6.6.1945[9])
- орден Отечественной войны 1-й степени (28.9.1943)[2]
- орден «Знак Почёта» (28.02.1939)
- медали